# Barbara Jaźwicka
Barbara Jaźwicka (ur. 28 lipca 1953) – polska lekkoatletka, specjalizująca się w wielobojach, mistrzyni i reprezentantka Polski.

## Kariera sportowa
Była zawodniczką Olimpii Poznań.
Na mistrzostwach Polski seniorek zdobyła dwa medale w pięcioboju: złoty w 1974 i brązowy w 1975. W 1974 została halową wicemistrzynią Polski seniorek w pięcioboju.
Dwukrotnie reprezentowała Polskę na zawodach półfinału Pucharu Europy w wielobojach, zajmując w 1973 20. miejsce, z wynikiem 3798, w 1975 22. miejsce, z wynikiem 3794.
Rekord życiowy w pięcioboju: 4068 (19.07.1974).